# Jastrzębie-Zdrój

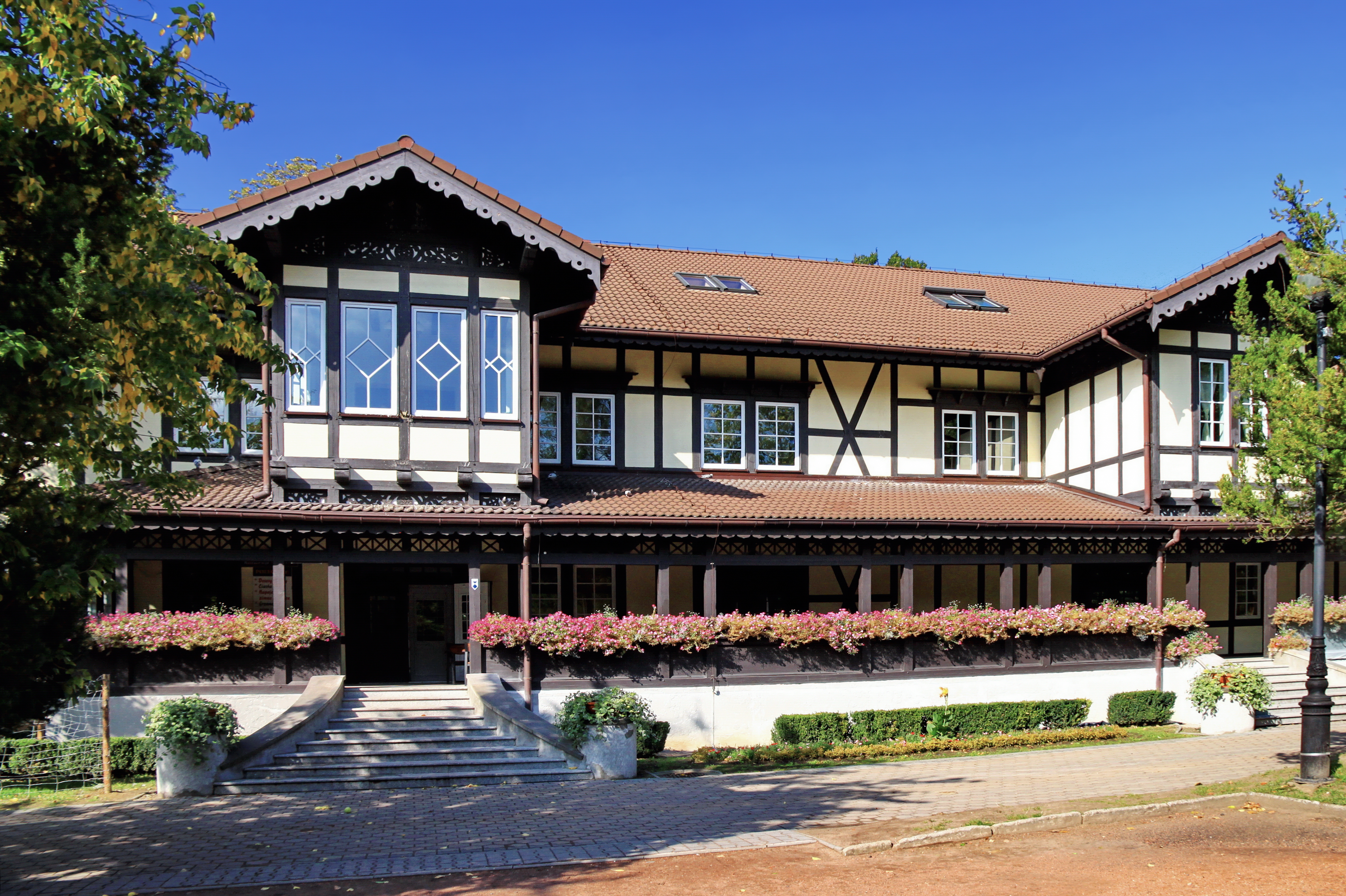
Ehemaliges Kurhaus

Jastrzębie-Zdrój [jaˈstʃɛmbʲɛ ˈzdruɪ̯; Ausspracheⓘ], deutsch Bad Königsdorff-Jastrzemb, ist eine oberschlesische Stadt im Süden Polens. Sie liegt rund 100 km westlich von Krakau sowie etwa 30 km nordöstlich von Ostrava in unmittelbarer Nähe der tschechischen Grenze.

## Geografie

### Geografische Lage
Die Stadt befindet sich 45 km südwestlich von Katowice im oberschlesischen Hügelland an den Bächen Jastrzębianka und Szotkówka, die der Olsa zufließen. Vom Stadtzentrum sieht man die Hauptgebirgszüge der Beskiden, also der Schlesischen Beskiden, der Kleinen Beskiden und der Mährisch-Schlesischen Beskiden, die 30–35 km Luftlinie von Jastrzębie entfernt sind. Sichtbar sind insbesondere der Große Czantory-Berg, der Rauhkogel und der Kahlberg.
Das Stadtgebiet grenzt im Südwesten an die tschechische Gemeinde Petrovice u Karviné an, zu deren Ortsteil Dolní Marklovice in der südlichen Nachbargemeinde Marklowice Górne ein Grenzübergang besteht. Seit 1998 gehört Jastrzębie-Zdrój zur Euroregion Teschener Schlesien.

### Bäche und Flüsse
Auf dem Gebiet der Stadt entspringen acht Flüsse und Bäche: Jastrzębianka, Ruptawka, Gmyrdek, Plesse, Pająkówka, Bzianka, Dębinka und Cisówka. Durch das Stadtgebiet verläuft die Wasserscheide zwischen Weichsel und Oder.

### Naturdenkmäler
Auf dem Stadtgebiet gibt es 23 alte Bäume, die Naturdenkmäler sind, darunter Rotbuchen, Stieleichen, Winterlinden und eine Rosskastanie.

### Tiere
An Vögeln gibt es Elstern, Eichelhäher, Buntspechte, Türkentauben, Dohlen, Amseln, Stare und Fasane, Seidenschwänze, Saatkrähen und Kuckucke. In den Randgebieten kommen vor Kiebitze, Flussregenpfeifer, Blässhühner, Stockenten, Haubentaucher, Schwarzhalstaucher, Höckerschwäne, Falken und Turmfalken. Dazu kommen Vogelarten, die in Oberschlesien als gefährdet gelten wie Uferschwalbe, Grauspecht, Schwarzkehlchen, Gartenrotschwanz, Braunkehlchen, Grauammer, Feldschwirl, Turteltaube, Eisvogel und Rohrweihe.
In und in der Nähe der sauberen Gewässer leben mehrere Amphibienarten wie Teichmolch, Erdkröte, Wechselkröte, Europäischer Laubfrosch und die Gelbbauchunke. An Reptilien gibt es Zauneidechse, Blindschleiche und die Ringelnatter.
Zu den in der Region vom Aussterben bedrohten Arten gehören die Haselmaus, das Europäische Eichhörnchen und das Hermelin.
In den Fischteichen gibt es Karpfen, Karauschen, Schleie, Rotfedern, Hechte, Zander und den Ukelei.

## Gemeinde
Das Stadtgebiet von Jastrzębie-Zdrój gliedert sich in die 15 Siedlungen Arki Bożka, Barbary, Bogoczowiec, Chrobrego, Gwarków, Morcinka, Pionierów, Pszczyńska, Przyjaźń, Staszica, Tuwima, 1000-lecia, Zdrój, Złote Łany und Zofiówka.
Hinzu kommen noch die sechs Schulzenämter Borynia, Bzie, Moszczenica, Ruptawa i Cisówka, Skrzeczkowice und Szeroka.

### Eingemeindungen
Die Stadt Jastrzębie-Zdrój umfasst 10 ehemals selbstständige Gemeinden, die 1963 eingemeindet worden sind und jetzt teilweise Stadtteile bilden:
- Borynia (Borin)
- Bzie, bestehend aus Bzie Zameckie (Schloß Goldmannsdorf), Bzie Górne (Ober Goldmannsdorf), Bzie Dolne (Nieder Goldmannsdorf) und Pniówek
- Cisówka (Cissowka)
- Jastrzębie Górne (Ober Jastrzemb),
- Jastrzębie Dolne (Königsdorff-Jastrzemb, Nieder Jastrzemb) mit Jastrzębie-Zdrój (Bad Königsdorff-Jastrzemb) und Zofiówka (Sophienthal),[2]
- Moszczenica (Moschczenitz),
- Ruptawa (Ruptau),
- Skrzeczkowice (Skrzetzkowitz, 1940–1945 Eichendorf) und
- Szeroka (Timmendorf).

### Einwohnerentwicklung
| Jahr | Einwohnerzahl |
| ---- | ------------- |
| 1825 | 202           |
| 1864 | 262           |
| 1905 | 608           |
| 1931 | ca. 400       |
| 1961 | 3.256         |
| 1970 | 24.395        |
| 1999 | 102.294       |
| 2005 | 96.009        |

Die Zahlenangaben vor dem Zweiten Weltkrieg beinhalten nur das Dorf Königsdorff-Jastrzemb. 1864 lebten in Ober Jastrzemb mit dem Vorwerk Neuhof 1064 Menschen. Für 1885 wird eine Gesamteinwohnerzahl von 1568 genannt, die auch das damals zugehörige Dorf, Bad und Rittergut Königsdorff-Jastrzemb einschließlich der Kolonie Sophienthal mit einschloss. Die Bevölkerung war fast ausschließlich polnischer Nationalität.

## Geschichte

### Mittelalter und frühe Neuzeit
Die erste urkundliche Erwähnung des Dorfes Jaskrzambie stammt aus dem Jahre 1467. Es wird angenommen, dass das 1305 bestehende Friczonis villa ein und derselbe Ort war. Jastrzemb war ursprünglich Teil des schlesischen Herzogtums Ratibor, seit 1437 des davon abgetrennten Herzogtums Rybnik und seit 1464 des Herzogtums Loslau. Nach der 1483 erfolgten Abtrennung der Herrschaft Loslau, die 1515 zur Minderstandesherrschaft erhoben wurde, gehörte es zu deren Territorium.

### Der preußische Ort
1742 wurde Jastrzemb preußisch. Der zuvor zum Kreis Pleß gehörende Ort ging 1818 an den neu errichteten Kreis Rybnik über. Jastrzemb blieb ein unbedeutendes Dorf, bis 1859 bei Untersuchungen nach Salz- und Steinkohlenlagerstätten dort heilkräftige Sole mit Iod-, Brom- und Kohlensäuregehalt erbohrt wurden. Der damalige Besitzer des Rittergutes Nieder Jastrzemb, Emil Freiherr von Schlieben, errichtete ein Rheumabad. Wegen der Wirksamkeit des Mineralwassers ließ Felix von Königsdorff, der das Gut 1861 erworben hatte, zwischen 1861 und 1862 zwei Kurhäuser und weitere Badeanlagen zur Behandlung von Rheumatismus, Skrofulose, Gicht, Rachitis und Leberkrankheiten erbauen. Jastrzemb wurde so Kurort. 1862 erfolgte die Umbenennung des Dorfes Nieder Jastrzemb in Königsdorff-Jastrzemb. 1890 wurde der Berliner Bankier Eugen Landau neuer Besitzer; er errichtete 1891 die Kinderheilstätte Marienheim. 1895 kaufte der polnische Arzt Mikołai Witczak das Gut Königsdorff-Jastrzemb und führte moderne Kurverfahren ein. In seiner Zeit entstanden die Herz-Jesu-Kirche, eine Konzertmuschel und ein Trinkhaus.

### Das polnische Kurbad
Nach der Volksabstimmung in Oberschlesien und der 1922 erfolgten Übergabe Ostoberschlesiens wurden das Gut Königsdorff-Jastrzemb und die zugehörigen Dörfer polnisch. 1928 eröffnete ein Sanatorium und Bad Königsdorff-Jastrzemb wurde zu einem der bekanntesten europäischen Kurbäder. Nach dem Überfall auf Polen und der folgenden deutschen Besetzung wurde Jastrzemb 1939 völkerrechtswidrig Teil des Deutschen Reiches.
Nach dem Zweiten Weltkrieg kam der Ort zu Polen zurück und wurde dem neu gebildeten Powiat Wodzisławski zugeordnet.
1951 wurden geologische Untersuchungen der Gegend um Jastrzębie und Moszczenica aufgenommen, bei denen umfangreiche Fettkohlelagerstätten aufgefunden wurden. 1955 erhielt der Kurort den Status einer stadtartigen Siedlung. Zwischen 1962 und 1974 nahmen fünf Steinkohlenbergwerke den Betrieb auf. Dies waren die Grube Jastrzębie im Jahre 1962, 1965 die Grube Moszczenica, 1969 die Manifest Lipcowy, 1971 die Borynia und 1974 die Pniówek. Durch den Bergbau veränderte sich der Ort, der 1963 Stadtrecht erhielt, vom ruhigen Kurort zu einer Wohnstadt für Bergarbeiter, deren Einwohnerzahl sprunghaft anstieg. In der gleichen Zeit erfolgte die Eingemeindung der umliegenden Dörfer – noch im Jahre 1961 hatte die Gemeindefläche lediglich 8,36 km² betragen.
Der Kurbetrieb wurde zwar bis in die 1960er Jahre weitergeführt, jedoch ging die Zahl der Kurgäste immer mehr zurück und die Kuranlagen verkamen. Infolge des Abteufens weiterer Gruben kam es zum Versiegen der Heilquellen. 2007 verlor der Ort die Bezeichnung Kurort, die er seit 1948 hatte.
Am 3. September 1980 kam es während der Streiks in Polen auf der Grube Manifest Lipcowy zum Abschluss der Vereinbarung von Jastrzębie, die nach den zuvor in Danzig und Stettin geschlossenen Abkommen ein wichtiger Schritt der Solidarność-Bewegung im Kampf um Demokratie und Unabhängigkeit gegen das kommunistische Regime war.
Jastrzębie-Zdrój ist Sitz einer Zweigstelle der Schlesischen Universität Kattowitz und besitzt außerdem ein Lehrerbildungsseminar für Fremdsprachen. Die historischen Kuranlagen wurden saniert und teilweise unter Denkmalschutz gestellt.

## Politik

### Stadtpräsident
An der Spitze der Stadtverwaltung steht der Stadtpräsident. Seit 2014 war dies Anna Hetman, die bei ihrer ersten Kandidatur als parteilose Kandidatin für die PO antrat und sich gegen den seit 2002 amtierenden Amtsinhaber Marian Janecke durchsetzte. Bei der turnusmäßigen Wahl im Oktober 2018 trat sie mit ihrem eigenen Wahlkomitee an, das auch vom Wahlbündnis KO aus PO und Nowoczesna sowie der PSL und lokalen Organisationen unterstützt wurde. Bei der Wahl 2024 wurde sie von Michał Urgał (PiS) abgelöst. Die Wahl 2024 führte zu folgenden Ergebnis:
- Michał Urgał (Prawo i Sprawiedliwość) 43,7 % der Stimmen
- Anna Hetman (Wahlkomitee „Koalition Anna Hetman“) 40,5 % der Stimmen
- Damian Gałuska (Wahlkomitee „Lokaler Selbstverwaltungsverein Jastrzębie-Zdrój“) 10,2 % der Stimmen
- Tomasz Maron (Wahlkomitee „Jastrzębie 2.0“) 5,6 % der Stimmen

In der damit notwendigen Stichwahl wurde Urgał mit 54,7 % der Stimmen gegen Amtsinhaberin Hetman zum neuen Stadtpräsidenten gewählt.
Die Wahl 2018 führte zu folgenden Ergebnis:
- Anna Hetman (Wahlkomitee „Koalition Anna Hetman“) 50,7 % der Stimmen
- Łukas Kasza (Prawo i Sprawiedliwość) 35,9 % der Stimmen
- Jakub Gruszka (Kukiz’15) 6,5 % der Stimmen
- Jarosław Ligas (Sojusz Lewicy Demokratycznej / Lewica Razem) 3,8 % der Stimmen
- Janina Szymańska (Wahlkomitee „Selbstverwaltungsverein Jastrzębie“) 3,2 % der Stimmen

Damit wurde Hetman bereits im ersten Wahlgang als Stadtpräsidentin wiedergewählt.

### Stadtrat
Der Stadtrat umfasst 23 Mitglieder, die direkt gewählt werden. Die Wahl im April 2024 führte zu folgendem Ergebnis:
- Wahlkomitee „Koalition Anna Hetman“ 39,2 % der Stimmen, 11 Sitze
- Prawo i Sprawiedliwość (PiS) 39,7 % der Stimmen, 10 Sitze
- Wahlkomitee „Lokaler Selbstverwaltungsverein Jastrzębie-Zdrój“ 13,9 % der Stimmen, 2 Sitze
- Wahlkomitee „Jastrzębie 2.0“ 7,2 % der Stimmen, kein Sitz

Die Wahl im Oktober 2018 führte zu folgendem Ergebnis:
- Prawo i Sprawiedliwość (PiS) 33,7 % der Stimmen, 10 Sitze
- Wahlkomitee „Koalition Anna Hetman“ 30,6 % der Stimmen, 9 Sitze
- Wahlkomitee „Lokale Gemeinschaft Jastrzębie-Zdrój“ 12,7 % der Stimmen, 3 Sitze
- Wahlkomitee „Selbstverwaltungsverein Jastrzębie“ 10,1 % der Stimmen, 1 Sitz
- Sojusz Lewicy Demokratycznej (SLD) / Lewica Razem (Razem) 6,8 % der Stimmen, kein Sitz
- Kukiz’15 6,0 % der Stimmen, kein Sitz

### Städtepartnerschaften
Jastrzębie-Zdrój listet sieben Partnerstädte auf:
| Stadt        | Land        | seit |
| ------------ | ----------- | ---- |
| Borschtschiw | Ukraine     | 2017 |
| Havířov      | Tschechien  | 1995 |
| Ibbenbüren   | Deutschland | 2007 |
| Karviná      | Tschechien  | 1995 |
| Prievidza    | Slowakei    | 2009 |
| Tourcoing    | Frankreich  | 1997 |
| Šalčininkai  | Litauen     |      |

## Sehenswürdigkeiten

### Architektur
Folgende Gebäude stehen unter Denkmalschutz:
- Die Kirche der Heiligen Barbara und des Heiligen Josef (Kościół św. Barbary i Józefa) ist ein religiöses Holzgebäude aus der ersten Hälfte des 17. Jahrhunderts. Es stand ursprünglich in Jedłownik (einem Stadtteil von Wodzisław Śląski). Nach Jastrzębie-Zdrój, genauer in die Wohnsiedlung Przyjaźń, wurde es in den 1970er Jahren transportiert. Es ist das älteste Kirchengebäude in Jastrzębie-Zdrój, es liegt am Holzarchitekturweg der Woiwodschaft Schlesien.
- Allerheiligenkirche (Kościół Wszystkich Świętych) liegt im Ortsteil Szeroka. Die barock-klassizistische Kirche wurde in den Jahren 1796–1801 erbaut. Das Gebäude wurde vom Maurermeister Andreas Langer aus Braciszów mit zehn Arbeitern errichtet. Im Inneren sind eine Kanzel mit einem Pelikan, ein Tabernakel, ein spätbarocker Hauptaltar aus dem Jahr 1810 und im Chor eine Orgel aus dem Jahr 1785.[9]
- Die Kuranlagen sind Reha-Einrichtungen aus dem 19. und 20. Jahrhundert, die meisten wurden im Schweizerstil erbaut. Dazu gehören das Kurhaus (Dom Zdrojowy), der Park, zwei Bäder (1910 und 1920) ein Wohnhaus (die sogenannte Masnówka von 1910), das Borromäuskloster (nach 1870), die Herz-Jesu-Kirche (1891–1909) das Krankenhaus (1870), sowie die Trinkhalle und die Konzertmuschel.
- Betania (20. Jahrhundert), vor dem Zweiten Weltkrieg war dies eine von drei Behandlungseinrichtungen für evangelische Kinder. Nach 1945 hieß die Einrichtung Sanatorium Dąbrówka. Seit den 1990er Jahren ist es in Privatbesitz und Sitz des Hotels, Restaurants und der Kurstätte Dąbrówka.
- Wegkapelle im Ortsteil Szeroka (18. Jahrhundert)
- Sanktuarium der Göttlichen Vorsehung auch (Heiligen Katharina von Alexandria und der Göttlichen Vorsehung) ist eine barock-klassizistische Pfarrkirche im Ortsteil Jastrzębie Górne (Ober Jastrzemb). Sie wurde 1825 von der Familie von Strachwitz gestiftet.[10]
- Die Villa Opolanka (Willa Opolanka) von 1927 in der ul. 1 Maja 32
- Das Herrenhaus, (Zespół dworski) ein befestigtes Renaissance-Herrenhaus aus dem 17. Jahrhundert mit umliegendem Landschaftspark im Ortsteil Bzie
- Der Palast (Zespół pałacowy) ist ein klassizistisch-barocker Palast aus dem 18. Jahrhundert mit einem umliegenden Park im Ortsteil Borynia
- Das Herrenhaus (Dwór) ist ursprünglich ein Wehrhof der Spätrenaissance wohl aus der Zeit Anfang 17. Jahrhundert. 1945 beschädigt wurde er wieder aufgebaut. Er liegt im Ortsteil Bzie.[11]

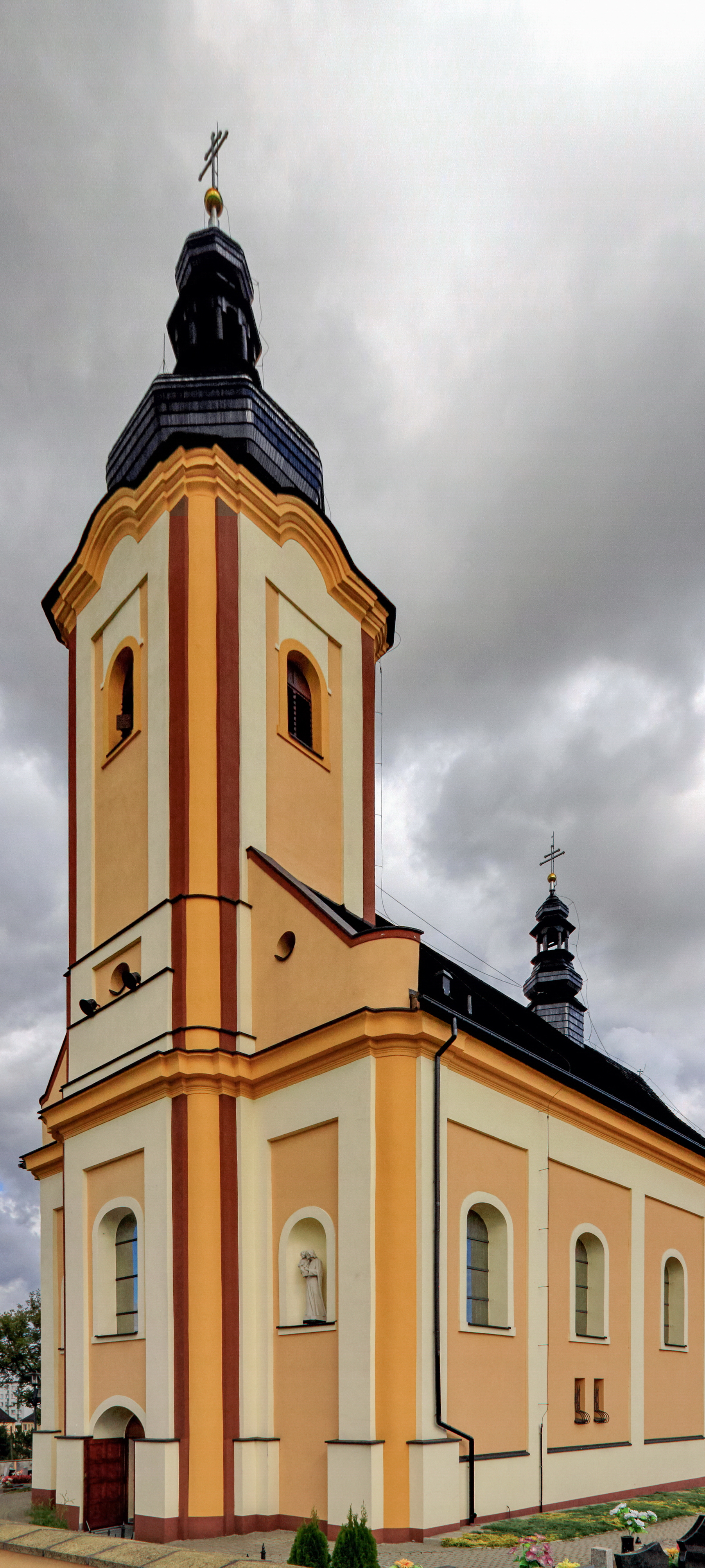
Die Allerheiligen-Kirche (2012)
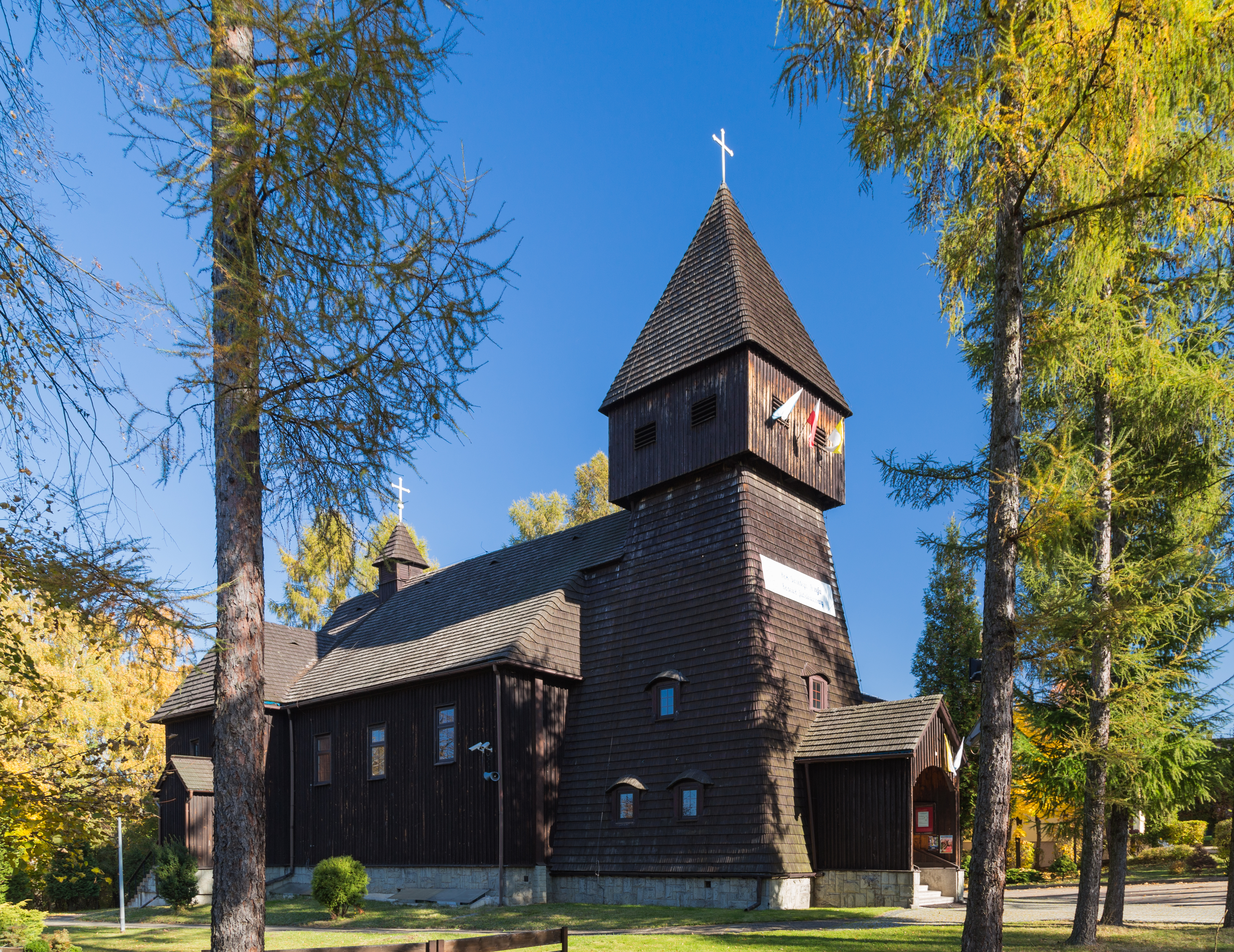
St.Barbara-und-Josefs-Kirche (2021)
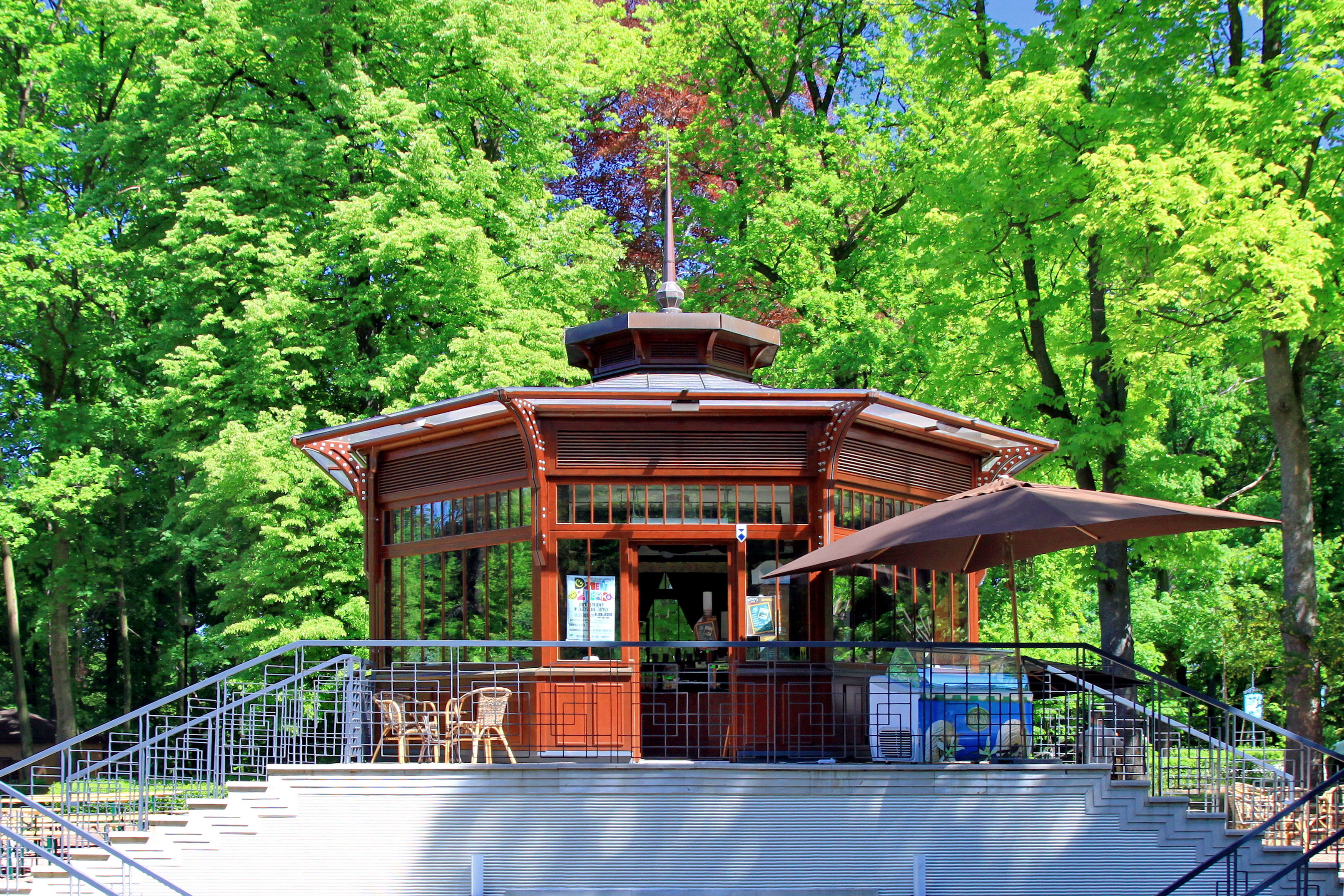
Trinkhalle
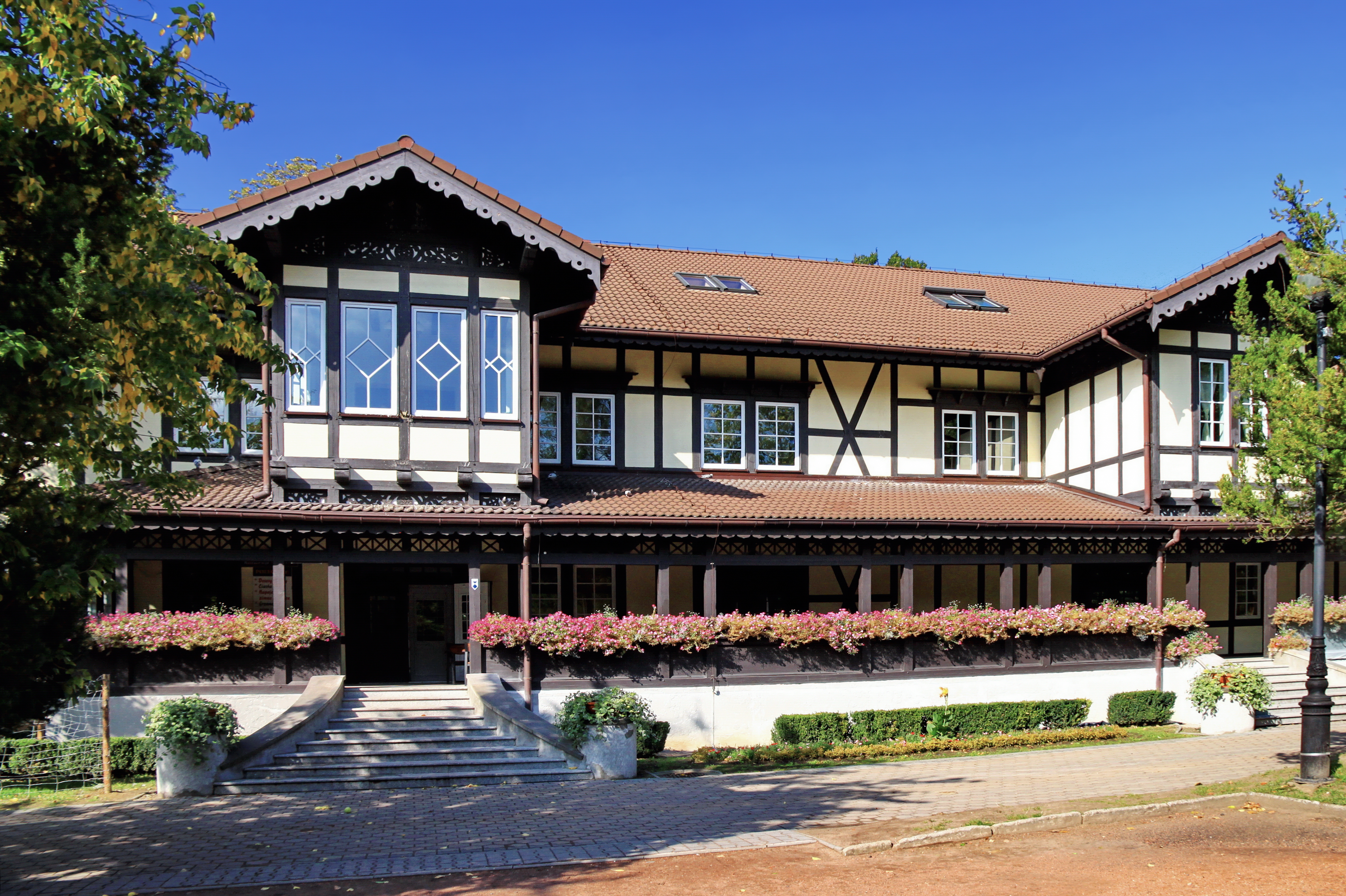
Das Kurhaus
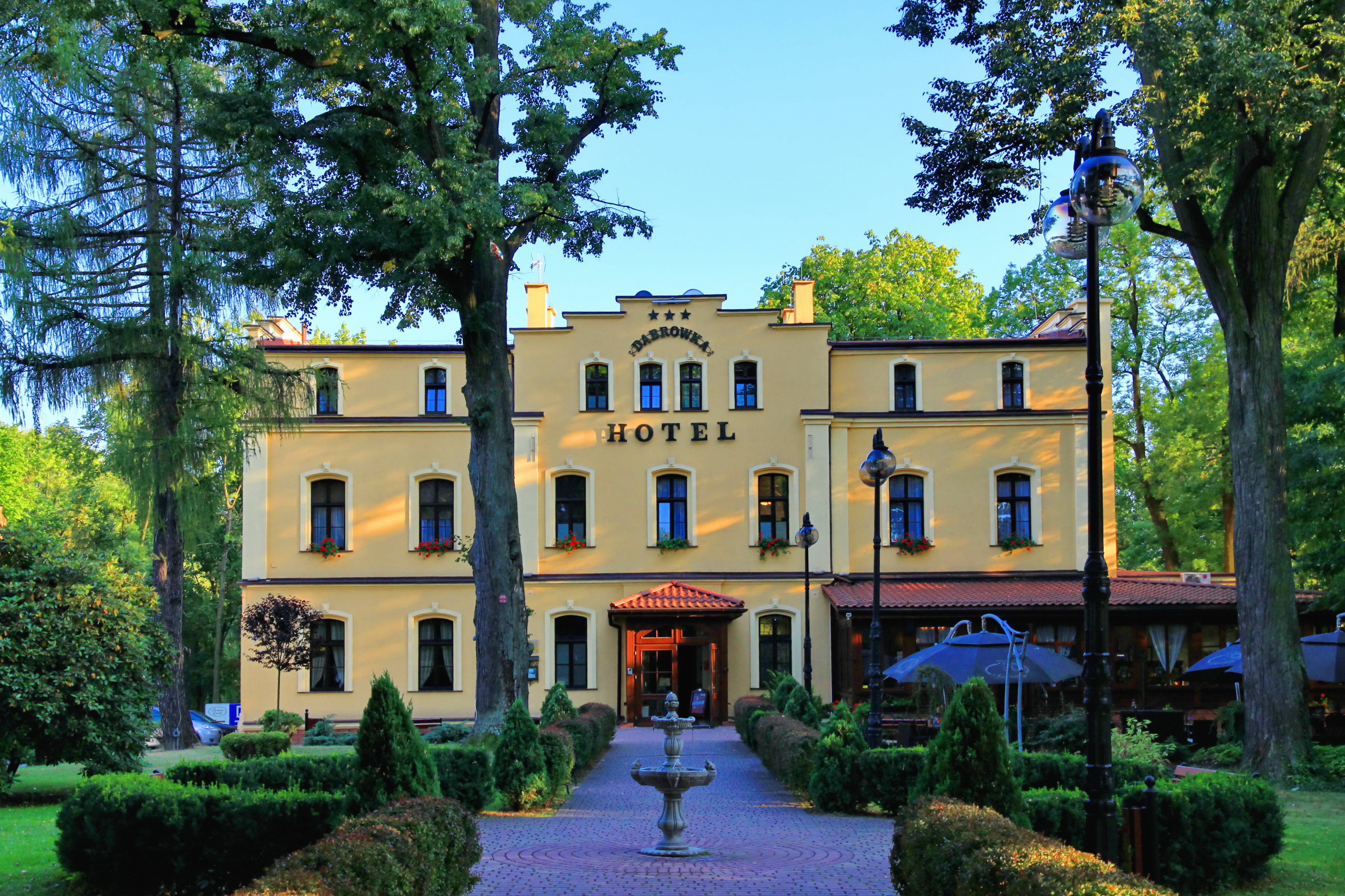
Ehemals Betania heute Hotel Dąbrówka
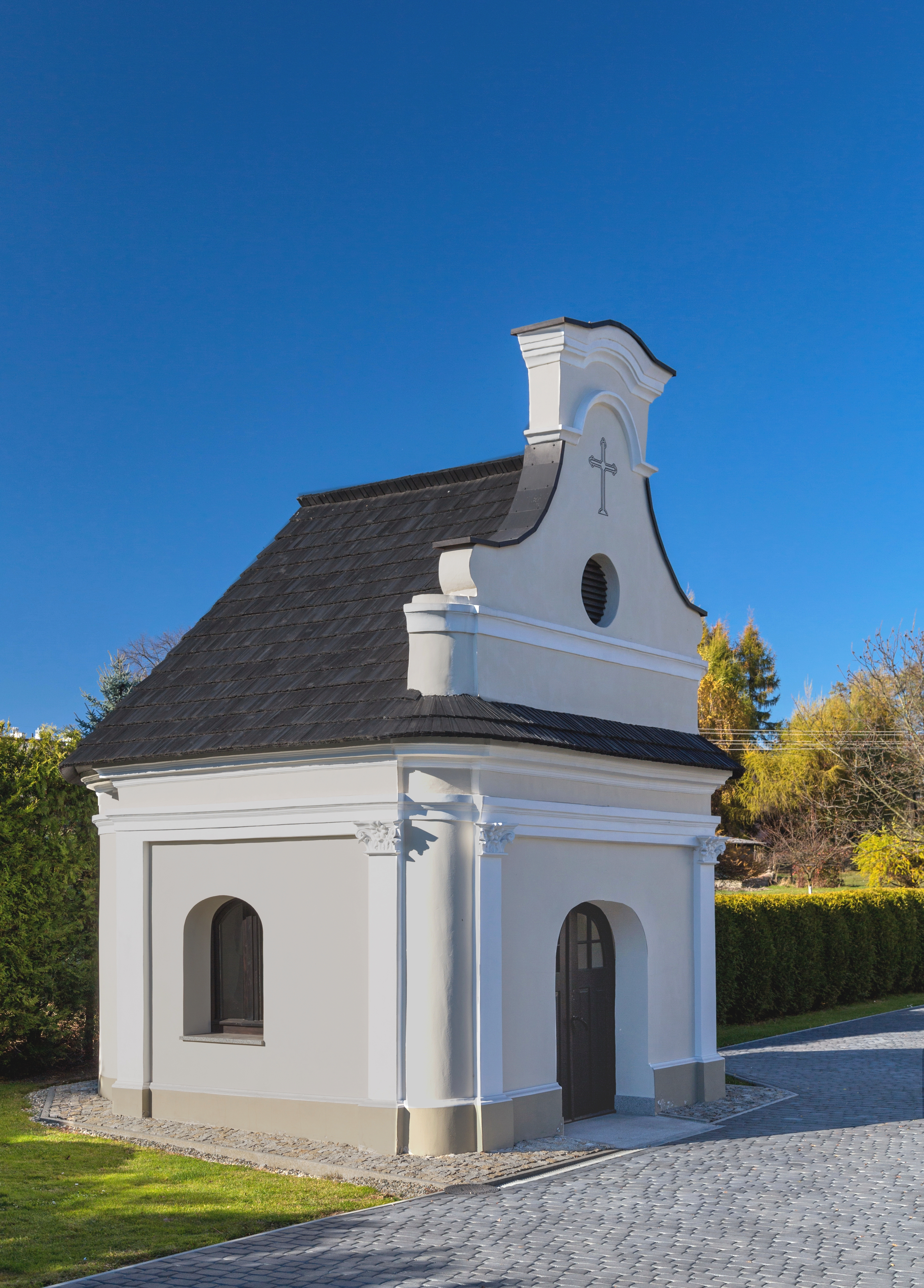
Wegkapelle im Ortsteil Szeroka
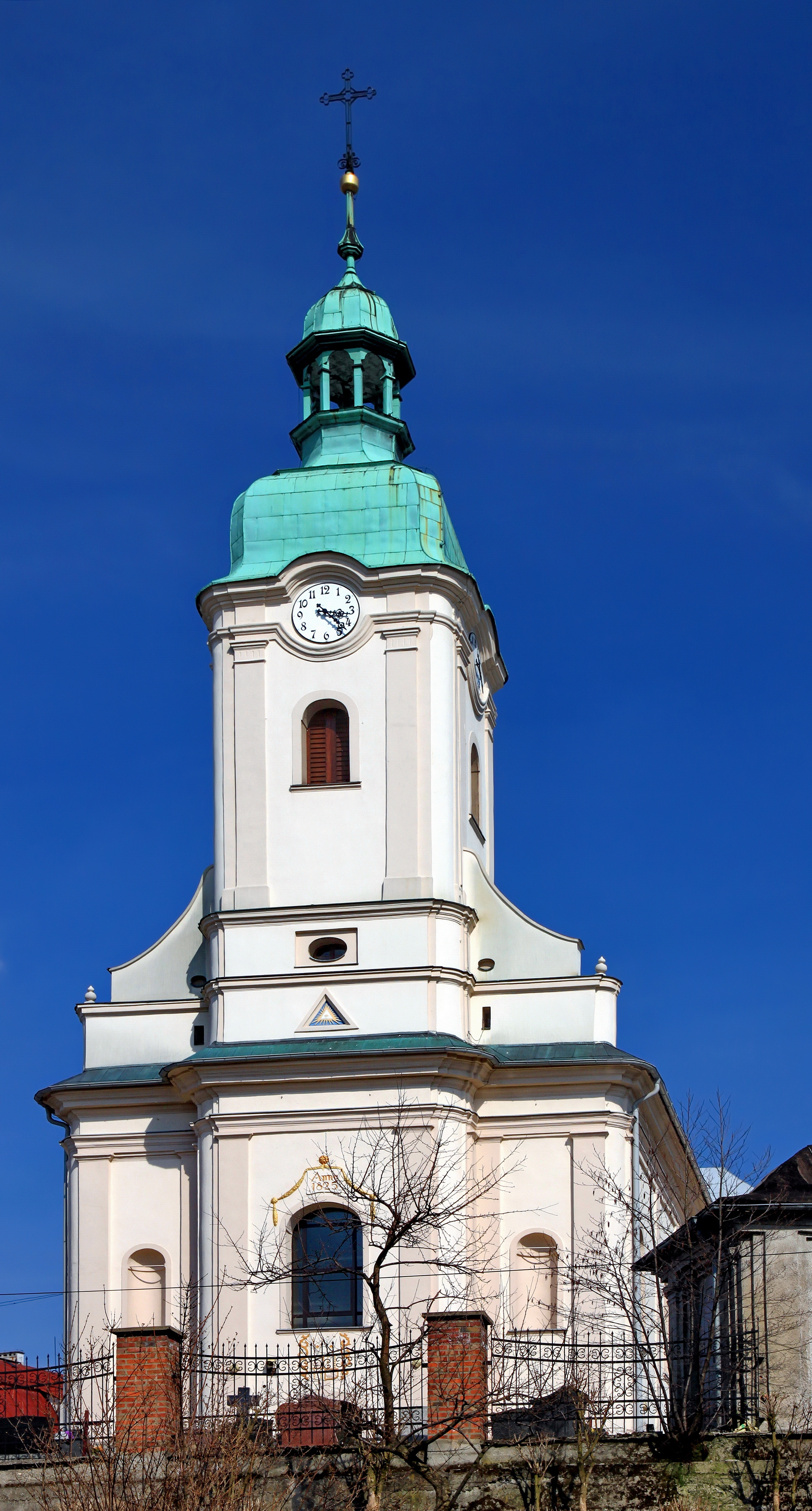
Das Sanktuarium
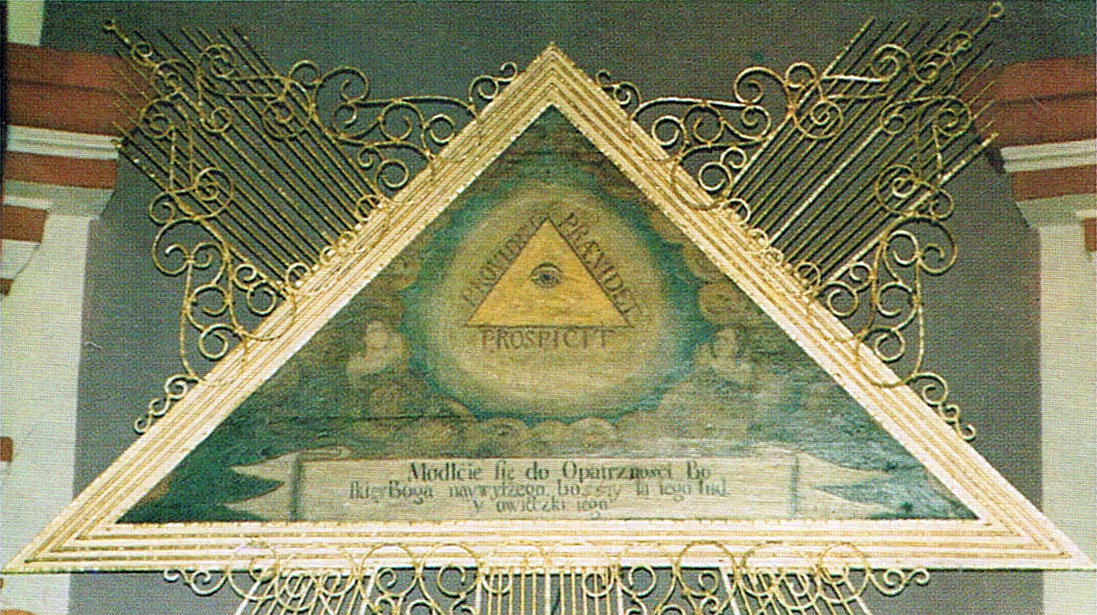
Das Auge Gottes im Sanktuarium der Göttlichen Vorsehung (1773)
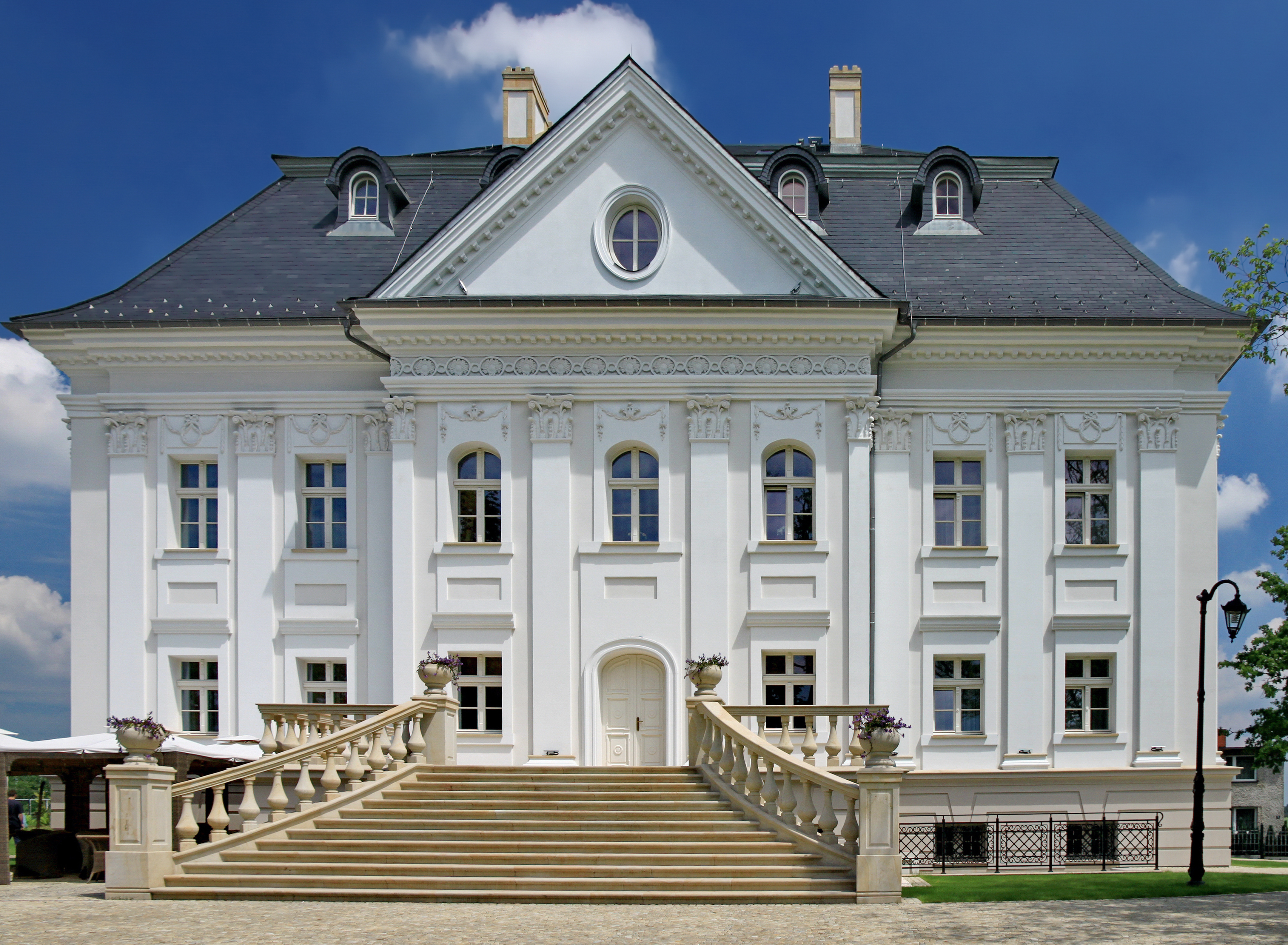
Der Palast in Borynia
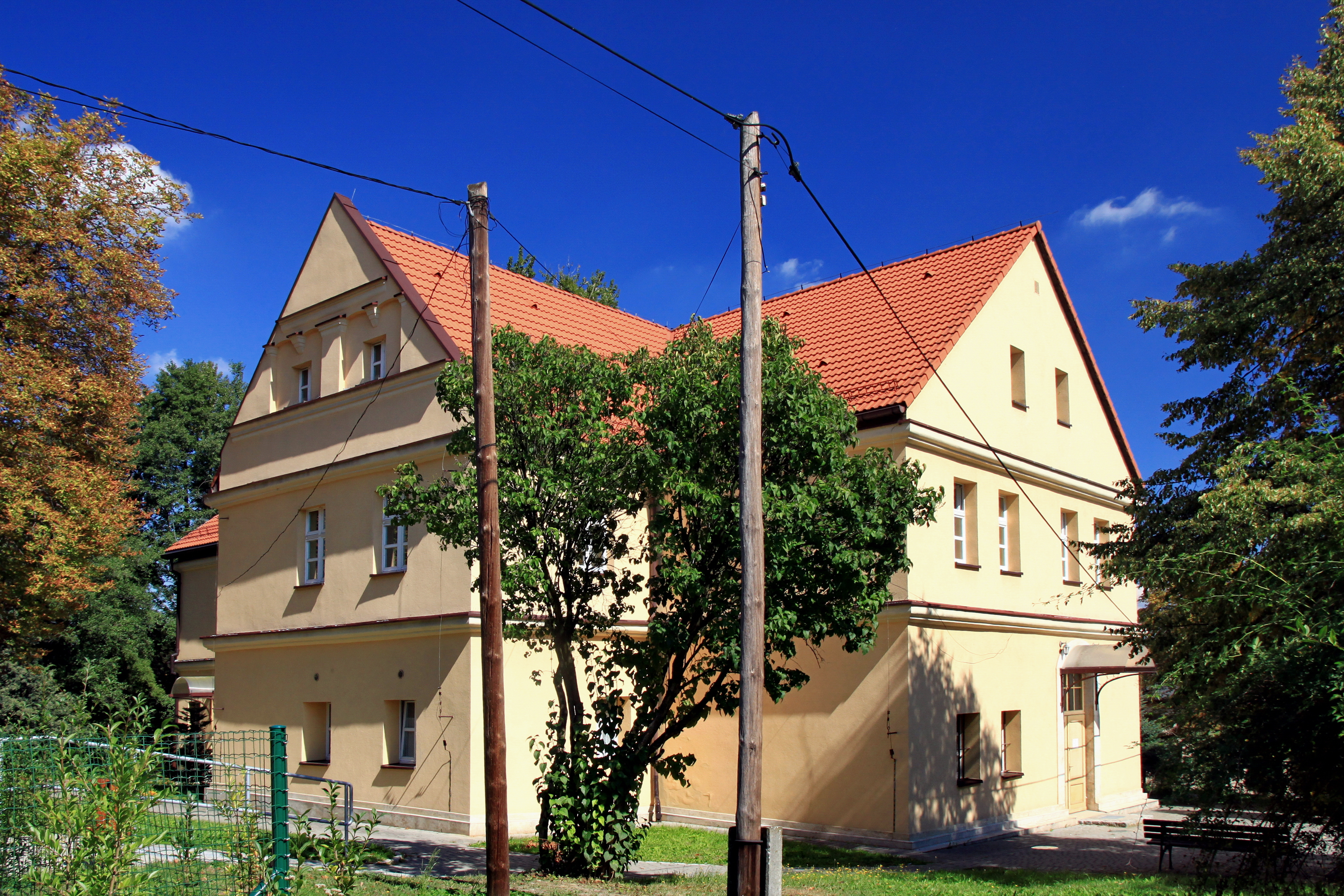
Herrenhaus in Bzie

### Parks und Grünanlagen

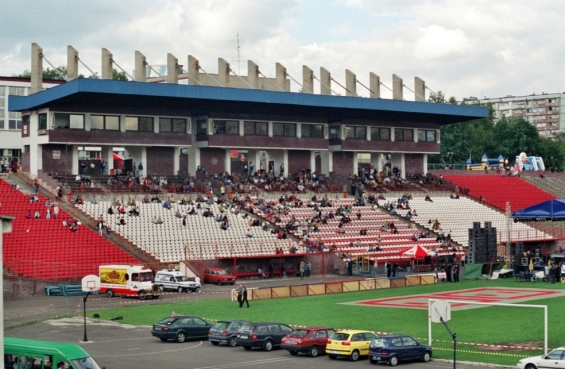
Stadion

- Im Kurpark im Ortsteil Zdroj wachsen Hainbuchen, Stieleichen, Spitzahorn, Berg-Ahorn und Hänge-Birken.
- Im Park Dąbrówka , rund um das gleichnamige Hotel gibt es Rhododendren, zwei Winterlinden, eine Stieleiche und Lärchen.
- Im Universitätspark (Park Uniwersytecki) im Ortsteil Zdrój finden sich Stieleichen, Roteichen, Lärchen, Birken und Linden.

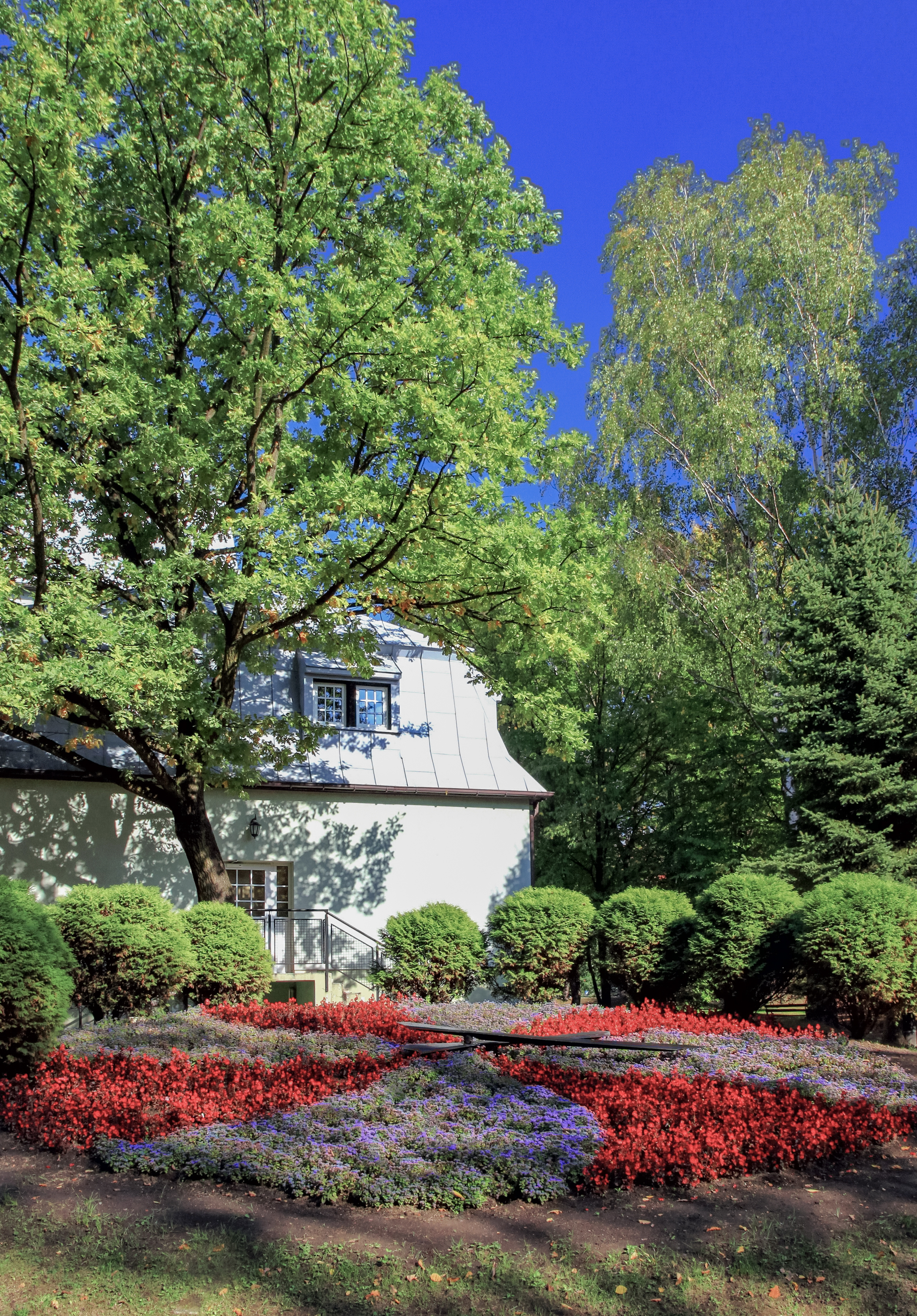
Der Kurpark
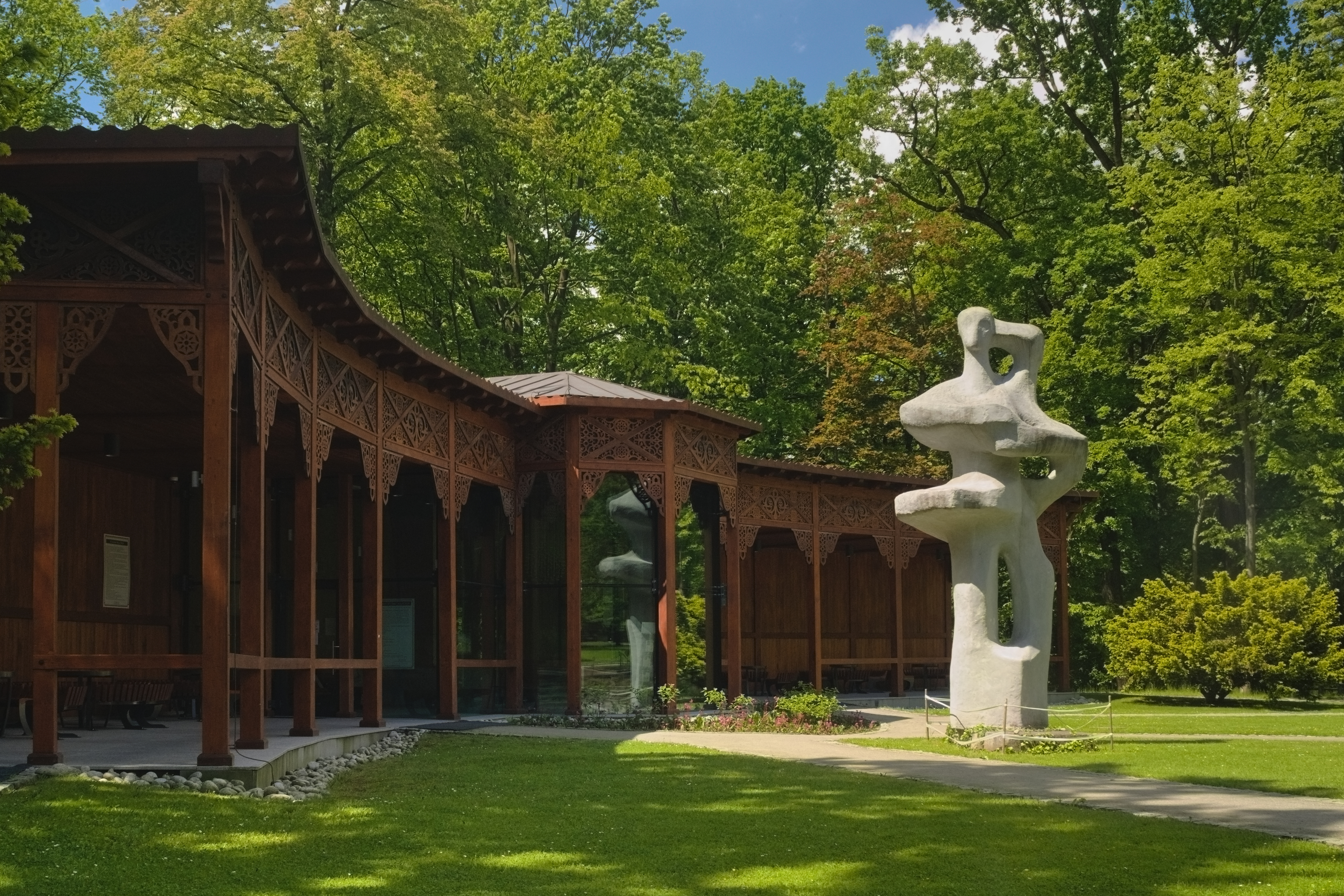
Kurpark mit Inhalatorium
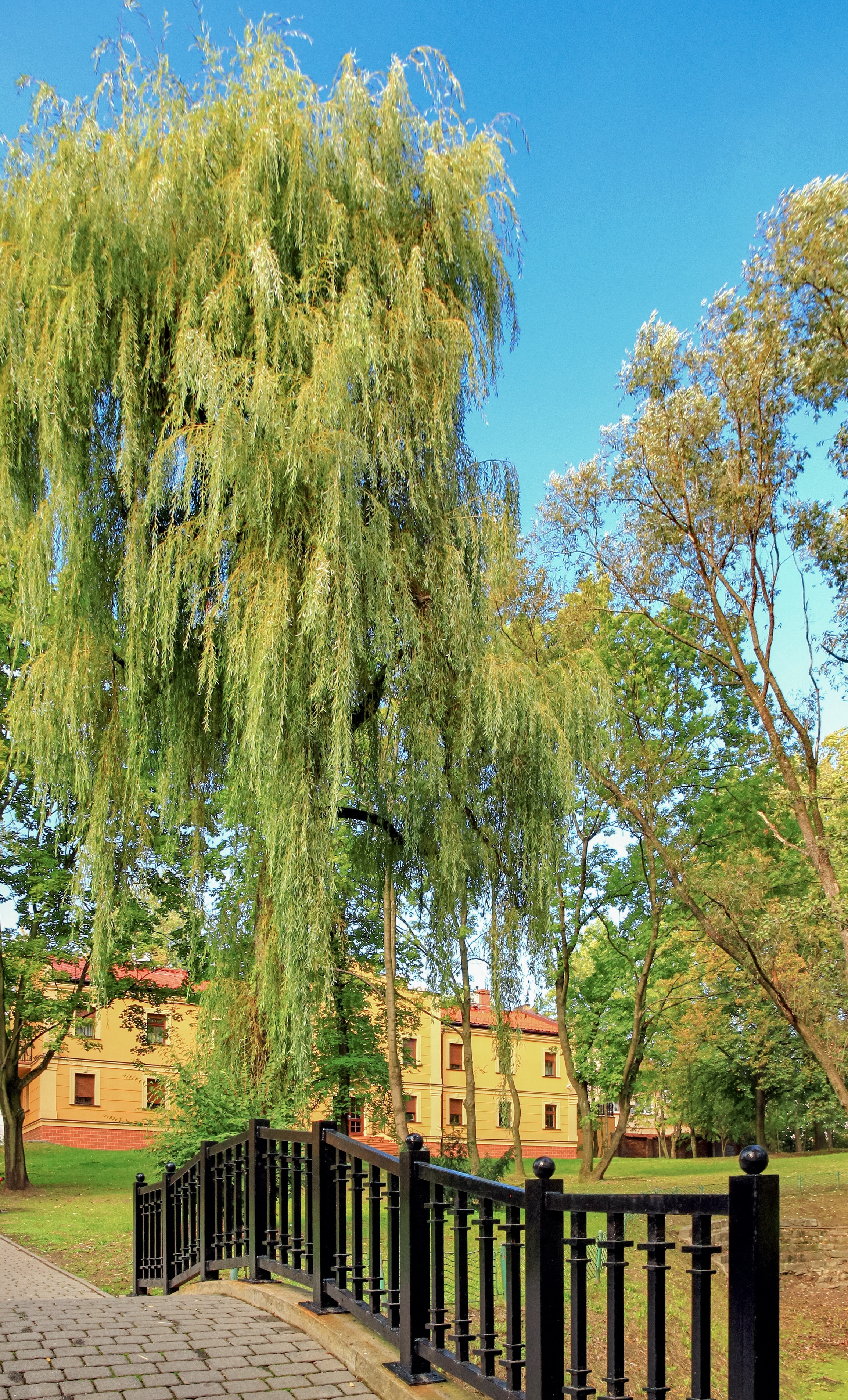
Park Dąbrówka
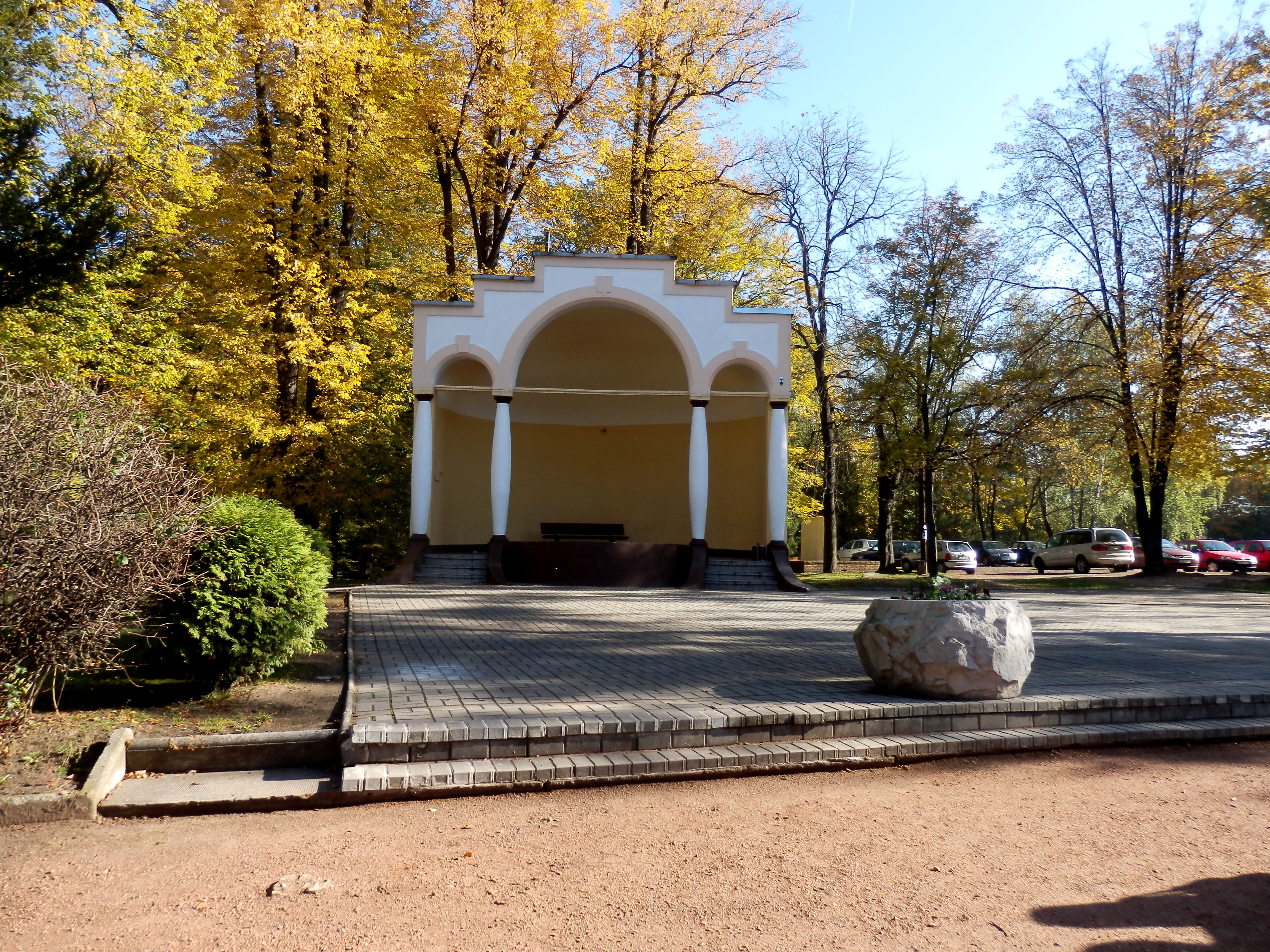
Konzert-Muschel im Kurpark
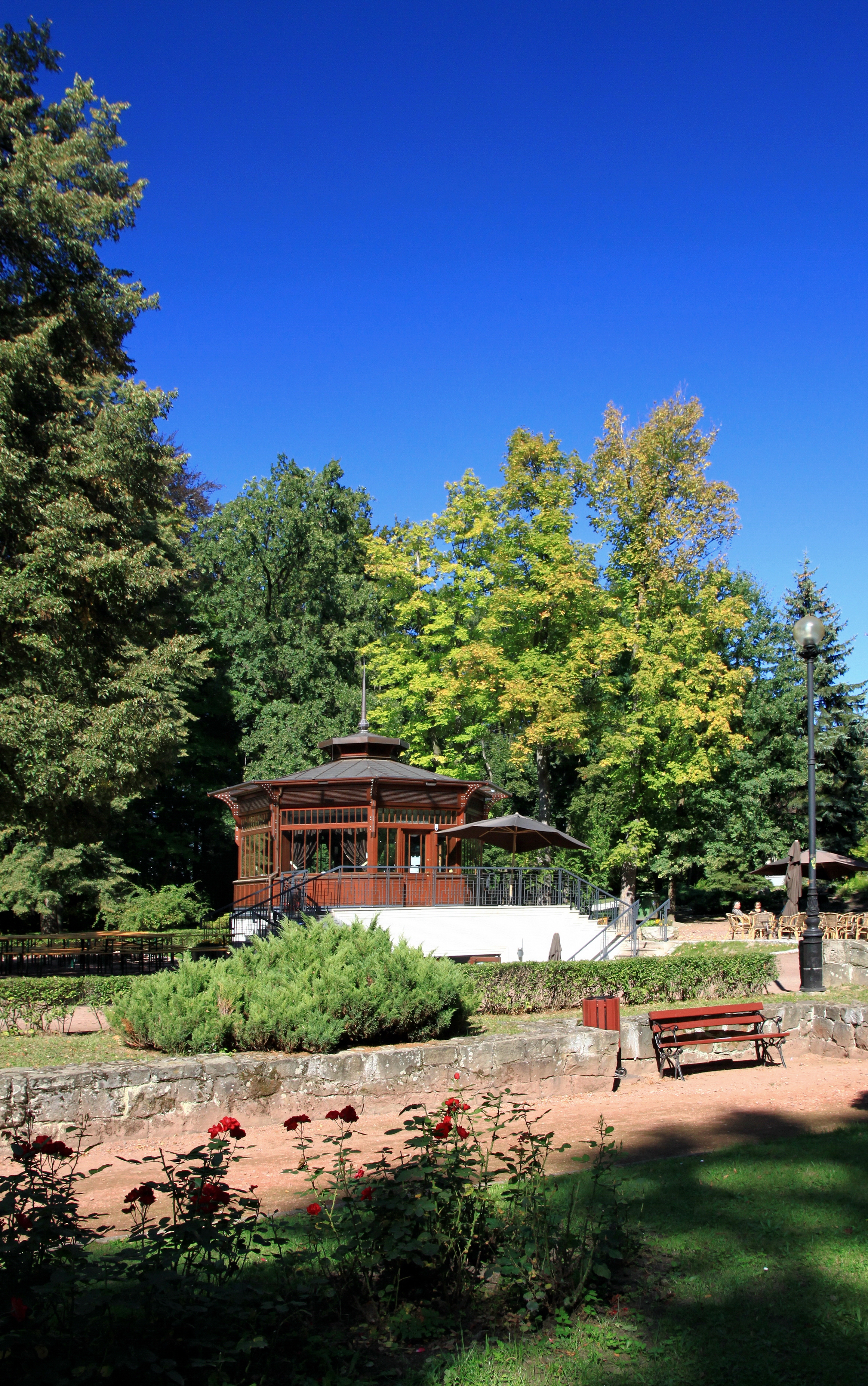
Sommer im Kurpark

## Wirtschaft
In Jastrzębie-Zdrój gibt es über 6000 Unternehmen, sie liegen zum Teil in Industrieparks. Die Stadt verfügt über zwei moderne Kläranlagen. Nach Angaben des Polnischen Statistischen Zentralamts aus dem Jahr 2022 betrug die Arbeitslosenquote in Jastrzębie-Zdrój 3,2 % Das durchschnittliche Bruttogehalt pro Kopf betrug im Jahr 2021 8987,51Z Złoty (PLN).

### Bergbau
Der wichtigste Wirtschaftszweig in Jastrzębie-Zdrój ist der Steinkohlenbergbau. Die ersten Bergwerke in Jastrzębie wurden 1954 geplant. Heute sind in der Stadt die Gruben Jas-Mos (aus den Zechen Jastrzębie und Moszczenica konsolidiert), Borynia und Zofiówka (ehemals Manifest Lipcowy) in Betrieb.
Zu den großen Firmen vor Ort zähle außerdem ein Kokskohleproduzent.

### Lebensmittel
1983 gründeten Ryszard und Ewa Lachowski die Gruppe Prima, die Gewürze und Lebensmittelkonzentrate herstellte. Seit 1995 firmiert das Unternehmen als Prymat. Das in Jastrzębie ansässige Unternehmen gilt als einer der Marktführer auf dem Gewürzmarkt in Mittel- und Osteuropa. Nach Schätzungen von Forbes kontrolliert es etwa dreißig Prozent des polnischen Gewürzmarktes.
Ebenfalls vor Ort ansässig ist die Brauerei Browar Jastrzębie, die zu einer 2017 gegründeten Aktiengesellschaft gehört. Die Produktion ist seit 2021 in Betrieb. Die im Werk gebrauten Biere werden landesweit vertrieben.

## Verkehr

### Straßen
Östlich der Stadt verläuft die Landesstraße 81, westlich davon die Autostrada A1. Durch die Stadt verlaufen zwei Regionalstraßen: Die Woiwodschaftsstraße 933 von West nach Ost und die Woiwodschaftsstraße 937 von Nord nach Süd.

### Öffentlicher Nahverkehr
Die Stadt verfügt über öffentliche Verkehrsmittel, die Wohnsiedlungen und Dörfer verbinden und bietet Verbindungen zu umliegenden Städten, darunter Wodzisław, Rybnik, Żory und Zebrzydowice. Private Unternehmen betreiben Linien nach Katowice, Wisła, Krakau und Teschen. In Jastrzębie-Zdrój verkehren 67 Buslinien des Interkommunalen Verkehrsverbundes mit Fahrten zu benachbarten Städten wie Mszana, Pawłowice, Połomia, Rybnik, Wodzisław Śląski, Zebrzydowice und Żory.
Seit 2024 ist der ÖPNV innerhalb der Stadt kostenlos für Einwohner ohne Steuerschulden bei der Gemeinde sowie für deren Kinder.

### Schienen
Seit Februar 2001 ist Jastrzębie-Zdrój die größte Stadt in Polen ohne Personenbahnen. Die nächstgelegenen Bahnhöfe mit internationalen Verbindungen liegen etwa 10 km von der Stadt entfernt und in Zebrzydowice und Wodzisław Śląski. Am 9. November 2022 wurde eine Vereinbarung zur Ergänzung des Eisenbahnnetzes durch eine Verbindung zwischen Jastrzębie-Zdrój und Kattowitz unterzeichnet. Die Aufgabe wird im Rahmen des Kolej+-Programms durchgeführt. Die Arbeiten umfassen den Bau von 20,6 km neuen Gleisen und den Wiederaufbau eines Teils der Linie 159 in Jastrzębie-Zdrój, die Revitalisierung des bestehenden Teils der Eisenbahnlinie 159 zwischen Jastrzębie-Zdrój und Żory sowie den Wiederaufbau eines Teils der Linie 159 zwischen Żory und Orzesze.

### Flug
Nächstgelegener Flughafen ist der Flughafen Ostrava. Zum internationalen Flughafen Katowice sind es rund 80 Kilometer.

## Sport

### Gebäude und Einrichtungen
Das Stadion miejski (Städtisches Stadion) in Jastrzębie-Zdrój hat ein Fassungsvermögen von 15.000 Plätzen, die ausschließlich aus Sitzplätzen bestehen. Die Eishallle Jastor  (Lodowisko Jastor) in der al. Jana Pawła II 6A besteht aus einer Eisbahn mit den Maßen 60 m × 30 m, 8 Umkleideräumen mit kompletter Ausstattung, einem Schlittschuhverleih mit Schleiferei, einem Café und einem Sportgeschäft. Das Schwimmbad Laguna (Basen Laguna) ist in der Schulanlage Nr. 2 in der Ul. Warszawska 11. Der Skatepark und Pumptrack ist für Fahrer von Skateboards, Rollschuhen oder BMX er liegt an der ul. Turystyczna. Der Eisenbahn-Radweg führt durch Polen und Tschechien. Hauptthema der Strecke ist die Eisenbahn. Der polnische Teil der Strecke ist 25,5 km lang, der tschechische Teil 17,5 km.

### Sportvereine
Der in der 1. Liga, der zweithöchsten polnischen Spielklasse, spielende Fußballclub GKS 1962 Jastrzębie (Stand: Saison 2019/20) trägt seine Heimspiele im Stadion miejski aus.
Der 1963 gegründete und heute in der Eishalle Jastor beheimatete Eishockeyclub JKH GKS Jastrzębie spielt in der Ekstraliga, der höchsten polnischen Eishockeyliga.
In der Hala KWK „Borynia“ finden die Spiele des in der PlusLiga, der höchsten polnischen Volleyballliga der Männer, spielenden Clubs Jastrzębski Węgiel statt.
Weitere Vereine sind: BKS Jastrzębie (Boxen), UKH Białe Jastrzębie (Frauen–Eishockey), LKS Granica Ruptawa (Fußball), LKS Zryw Bzie (Fußball), LKS Hadex Szeroka (Fußball), Koka Jastrzębie (Judo) UKS Romi Jastrzębie (Frauen-Handball).

## Persönlichkeiten

### Söhne und Töchter der Stadt
- Joseph Rölle (1815–1870), deutscher Gutsbesitzer und Politiker
- Henryk Sławik (1894–1944), Widerstandskämpfer
- Dominik Ździebło (1914–1962), Widerstandskämpfer
- Krystian Lupa (* 1943), Theaterregisseur
- Magdalena Lewy-Boulet (* 1973), Marathonläuferin
- Sylvia Agnes Muc (* 1973), Schauspielerin
- Michał Chałbiński (* 1976), Fußballspieler

- Leszek Laszkiewicz (* 1978), Eishockeyspieler
- Kamil Glik (* 1988), Fußballspieler
- Mateusz Bryk (* 1989), Eishockeyspieler
- Kamil Górny (* 1989), Eishockeyspieler
- Bartosz Łosiak (* 1992), Beachvolleyballspieler
- Dominik Paś (* 1999), Eishockeyspieler
- Michał Skóraś (* 2000), Fußballspieler
- Filip Przybułek (* 2003), Fußballspieler